# Paul Collings
Paul Collings er en tidligere fodboldspiller, der spillede for Tranmere Rovers.